# Vespa affinis
Vespa affinis är en getingart som först beskrevs av Carl von Linné 1764.  Vespa affinis ingår i släktet bålgetingar, och familjen getingar.

## Underarter
Arten delas in i följande underarter:
- V. a. alduini
- V. a. alticincta
- V. a. archiboldi
- V. a. continentalis
- V. a. hainensis
- V. a. indosinensis
- V. a. moluccana
- V. a. nigriventris
- V. a. picea
- V. a. rufonigrans